# The War Against Mrs. Hadley
The War Against Mrs. Hadley ist ein US-amerikanischer Spielfilm aus dem Jahr 1942 über eine selbstsüchtige Frau, die nicht bereit ist, kriegsbedingte Einschränkungen hinzunehmen. Die Hauptrolle spielt Fay Bainter. Regie führte Harold S. Bucquet.

## Handlung
Der 7. Dezember 1941. Mrs. Hadley, reiches Mitglied von Washingtons bester Gesellschaft, feiert ihren Geburtstag in all dem Pomp und all dem Aufwand, den sie seit jeher gewohnt ist. Umgeben von ihren engsten Freunden und den beiden Kindern Theodore und Patricia, genießt Mrs. Hadley vor allem die Aufmerksamkeiten ihres alten Verehrers Elliott Fulton. Fulton, der eine verantwortungsvolle Stellung im Kriegsministerium innehat, wirft Mrs. Hadley vor, in einem Elfenbeinturm der Ignoranz zu leben. Gerade als sich die Gastgeberin entrüsten will, hört die schockierte Gesellschaft von dem Angriff auf Pearl Harbor. Alle außer Mrs. Hadley sind tief bewegt.
Die Welt ist danach im Wandel, doch Mrs. Hadley besteht darauf, dass der Krieg keinerlei Einfluss auf den Gang ihres bequemen Lebens nehmen muss. Als Theodore eingezogen wird, versucht Mrs. Hadley alles, um ihn aus der Armee zu bekommen, doch ihre Intervention bei Elliott Fulton bleibt vergebens. Ihre Selbstsucht und die strikte Weigerung, jegliche Einschränkungen hinzunehmen, isoliert Mrs. Hadley schließlich von ihrer Familie und ihren Freunden. Erst als Theodore im Pazifik den Heldentod stirbt und Präsident Franklin D. Roosevelt ihr persönlich kondoliert, ist Mrs. Hadley bereit, die notwendigen Konzessionen an der Heimatfront zu bringen. Sie akzeptiert den Heiratsantrag von Elliott und engagiert sich vorbildlich im Freiwilligenkorps.

## Hintergrund
Mit dem aktiven Kriegseintritt der USA begann Hollywood, eine ganze Serie von Filmen über die Heimatfront zu drehen. Die Moral lautete stets, dass jeder seinen Beitrag zum Sieg über die Achsenmächte leisten kann und muss, egal wie tragisch die resultierenden persönlichen Opfer auch immer sein mögen. The War Against Mrs. Hadley bildet eine gewisse Ausnahme von der ansonsten üblichen Darstellung nobler und selbstloser Verzichtsarbeit. Die Heldin Mrs. Hadley verbringt den Großteil des Films damit, sich über alles und jeden zu beklagen, jegliche Einschränkungen zu vermeiden und immer neue Wege zu finden, die Ereignisse in Übersee zu ignorieren. Fay Bainter spielte hier eine der wenigen Hauptrollen ihrer Karriere und bekam die besten Kritiken für ihre Darstellung einer durch und durch selbstsüchtigen Frau, die erst nach schweren Schicksalsschlägen bereit ist, ihren Beitrag für die Gesellschaft zu leisten.
Van Johnson spielt eine kleine Rolle als Schwiegersohn von Mrs.Hadley. Kurze Zeit später sollte er seinen Aufstieg zum populärsten männlichen Star der Kriegsjahre beginnen.

## Rezensionen
Das Time-Magazin lobte Fay Bainters Darstellung und fasste den Inhalt zusammen mit den Worten, es würde nur darum gehen, wie Fay Bainters Seele für die Segnungen des New Deal zu retten wäre. Aber, so das Lob, am Ende gelinge es der Schauspielerin, trotz des völlig absurden Plots glaubhaft zu bleiben.

## Auszeichnungen
Bei der Oscarverleihung 1943 wurde George Oppenheimer in der Kategorie Bestes Originaldrehbuch nominiert.